# باتلفيلد 2: مودرن كومبات
باتلفيلد 2: مودرن كومبات (بالإنجليزية: Battlefield 2: Modern Combat)‏ هي لعبة فيديو تستخدم أسلوب إطلاق النار من منظور الشخص الأول.وهي من سلسلة باتلفيلد صدرت على إكس بوكس وبلاي ستيشن 2 في 25 أكتوبر 2005 في أمريكا الشمالية.، صدر تحديث للعبة على الاكس بوكس 360 برسومات محسنة وميزات الإنترنت.

## الأرض
تدور احداث اللعبة حول حرب خيالية بين الناتو والصين تجري في كازاخستان.

## خلاصة
في هذا اللعبة تسطتيع التنقل بين الجنود بشكل سلس وتسطتيع انزل جنود عبر الطائرات بواسطة زيادة النقاط التي تكسبها من قتلك لجنود

## روابط خارجية
- باتلفيلد 2: مودرن كومبات على موقع IMDb (الإنجليزية)